# Unità periferica della Drama
Drama (in greco Νομός Δράμας? - Nomos Dramas) è una delle sei unità periferiche della regione della Macedonia Orientale e Tracia, una delle tredici periferie (in greco περιφέρειες?, perifereies - regione amministrativa) della Grecia. Il capoluogo è Drama.
A nord la catena montuosa dei Monti Rodopi la separa dalla Bulgaria.

## Storia
Il territorio fu abitato fin da epoca preistorica, come dimostrano i ritrovamenti in località Arkadiko. Questo abitato dell'era neolitica formò il primo nucleo dell'odierna capoluogo della prefettura e continuò ad essere abitato anche nella età del bronzo. In epoca romana la città di Drama fu un'importante stazione di sosta lungo la Via Egnatia. È attestato il culto di Dioniso. In questo periodo la città più importante fu Filippi e lo fu anche in epoca bizantina.
Nel 1204 il territorio cadde nelle mani dei Crociati per essere poi preso dai Bulgari. Nel 1344 fu presa dal principe Serbo Stefano Dousan per poi tornare nel 1371 all'ultima dinastia bizantina, i Paleologhi. Gli fu strappata dai Turchi ottomani nel 1383. Con il consolidamento della presa di Costantinopoli l'elemento cristiano si affievolì mentre l'elemento musulmano diventava sempre più consistente. I numerosi balzelli turchi provocarono un indebolimento dell'economia.
Alla fine del XVIII secolo ci fu un risveglio come attestano la presenza di laboratori artigianali. Ma fu l'introduzione della coltura del tabacco nel secolo successivo a dare una spinta all'economia della zona. Le piantagioni alimentarono un lucroso commercio con l'estero e la popolazione aumentò di numero. Una ferrovia tocco il territorio nel 1895 e fu migliorata la comunicazioni con Kavala il porto che faceva da sbocco al commercio del tabacco.
Il capoluogo si ingrandì e furono innalzati nuovi edifici improntati ad un certo lusso. Cristiani, Ebrei e musulmani avevano ciascuno le loro aree di residenza e non si mescolavano fra loro. Nel 1900 la popolazione saliva a 14 000 abitanti la maggioranza dei quali erano cristiani affluiti nella zona da altre parti dell'impero ottomano. Durante le Guerre balcaniche, Bulgari e Greci si disputarono il territorio. La contesa fu vinta dai primi.
La città assunse un carattere definitivamente greco a causa dell'afflusso di profughi greci dall'Asia minore nell'ambito di uno scambio di Popolazioni tra Grecia e Turchia imposto dal Trattato di Losanna del 1923 che poneva fine alle ostilità fra le due nazioni. A seguito di questo afflusso la popolazione della prefettura era raddoppiata.

## Geografia fisica

### Territorio
Il territorio è prevalentemente montuoso a nord con numerose foreste di abeti fra cui primeggia quella di Karantere.

### Clima
Il clima è generalmente di tipo mediterraneo ma assume caratteristiche continentali con inverni più freddi con il variare della altitudine e con la lontananza dal mare.

## Prefettura
Drama era una prefettura della Grecia, abolita a partire dal 1º gennaio 2011 a seguito dell'entrata in vigore della riforma amministrativa detta piano Kallikratis
La riforma amministrativa ha anche modificato la struttura dei comuni che ora si presenta come nella seguente tabella:
| Nuovo comune   | Vecchio comune | Sede           |
| -------------- | -------------- | -------------- |
| Doxato         | Doxato         | Kalampaki      |
| Doxato         | Kalampaki      | Kalampaki      |
| Drama          | Drama          | Drama          |
| Drama          | Sidironero     | Drama          |
| Kato Nevrokopi | Kato Nevrokopi | Kato Nevrokopi |
| Paranesti      | Paranesti      | Paranesti      |
| Paranesti      | Nikiforos      | Paranesti      |
| Prosotsani     | Prosotsani     | Prosotsani     |
| Prosotsani     | Sitagroi       | Prosotsani     |

## Precedente suddivisione amministrativa
Dal 1997, con l'attuazione della riforma Kapodistrias, la prefettura di Drama era suddivisa in otto comuni e una comunità.
| comuni         | codice YPES | capoluogo (se diverso) | codice postale | prefisso tel. |
| -------------- | ----------- | ---------------------- | -------------- | ------------- |
| Doxato         | 1001        |                        | 663 00         | 25210-6       |
| Drama          | 1002        |                        | 661 00         | 25210-2       |
| Kalampaki      | 1003        |                        | 660 31         | 25210-5       |
| Kato Nevrokopi | 1004        |                        | 660 33         | 25230-2       |
| Nikiforos      | 1005        |                        | 660 37         | 25210-9       |
| Paranesti      | 1006        |                        | 660 32         | 25250-2       |
| Prosotsani     | 1007        |                        | 662 00         | 25220-2       |
| Sitagroi       | 1009        | Fotolivos              | 660 34         | 23510-9       |
| comunità       | codice YPES | capoluogo (se diverso) | codice postale | prefisso tel. |
| Sidironero     | 1008        |                        | 660 38         | 25210-9       |